# Universitätsbibliothek Utrecht

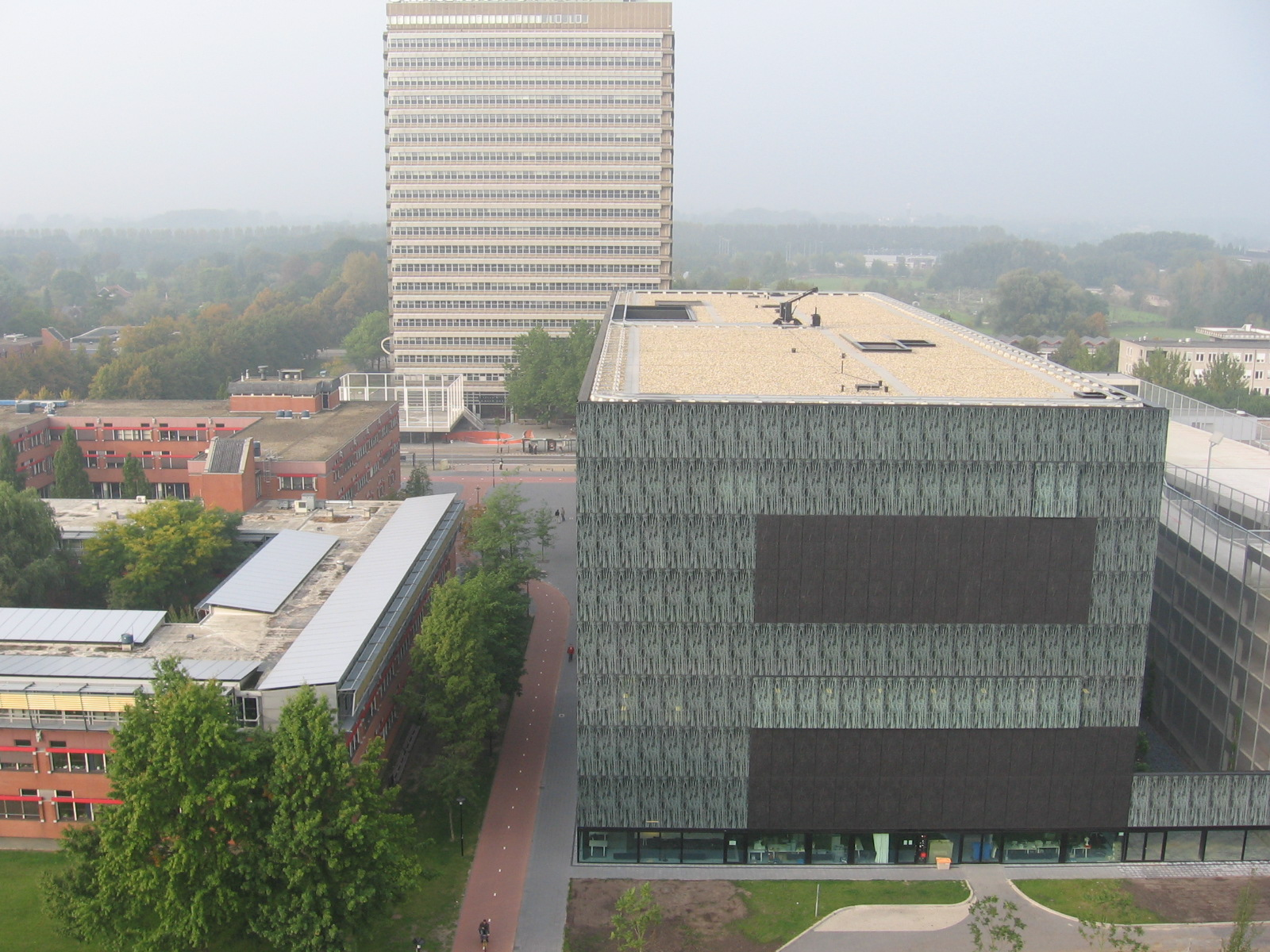
Universitätsbibliothek Utrecht

Die Universitätsbibliothek Utrecht ist die Universitätsbibliothek der Universität Utrecht (UU) und steht in einem Verbund mit der Bibliothek der Hochschule Utrecht (Hogeschool Utrecht), der Bibliothek der Universität für Humanistik (Universiteit voor Humanistiek) sowie der Bibliothek des Nederlands Interuniversitair Kunsthistorisch Instituut Florence (Niederländisches Kunsthistorisches Institut in Florenz), weshalb Studenten der UU über OCLC PICA diese Buchbestände nutzen können. Die UB allein verfügt über einen Bestand von über 11.000 Zeitschriften, 9.000 Monographien und 4.870.000 Buchbände.

## Geschichte
Vom 12. bis 16. Jahrhundert war Utrecht das intellektuelle und kulturelle Zentrum der nördlichen Niederlande. Wissenschaft und Ausbildung wurden von zahlreichen Kirchen- und Klosterschulen geführt; mit jeweils eigenen Bibliotheksbeständen. Nach Schaffen der Utrechter Union und Schließung der katholischen Kircheneinrichtungen gemäß einem Dekret der Utrechter Stadtväter aus dem Jahre 1581, kamen etwa 550 bis 600 Manuskripte und Bücher in den Besitz einer Städtischen Bibliothek, welche 1584 offiziell gegründet wurde. Am 26. März 1636 wurde die Universität Utrecht gegründet, und die Stadtbibliothek wurde Universitätsbibliothek.
Zu dieser Zeit umfasste die junge Universitätsbibliothek nicht nur Bestände in Theologie, sondern auch Geschichte, Geographie, Recht, Philosophie, Literatur, Biologie, Medizin und Musik. Es waren antike, mittelalterliche Schriften vorhanden sowie eine Vielzahl an Sprachen: Lateinisch, Griechisch, Aramäisch und Syrisch sowie in den modernen Sprachen Deutsch, Französisch und Italienisch. Erst 1820 zog die Bibliothek aus der Utrechter Johanneskirche in einen vom Architekten Jan David Zocher entworfenen ehemaligen Fürstenpalast in der Wittevrouwenstraat. Der Buchbestand der Bibliothek belief sich gegen 1880 auf über 100,000 Bücher. Im Laufe des 19. und 20. Jahrhunderts durchlief die Bibliothek weiteren großen Wachstumsphasen, wurde anfangs in ihrer Organisation stark zersplittert und seit 1984 wieder zentralisiert. 2004 bezog die Universitätsbibliothek Utrecht einen Neubau an der Heidelberglaan 3 im Utrechter Uithof, entworfen vom holländischen Architekten Wiel Arets.

## Sammlungen

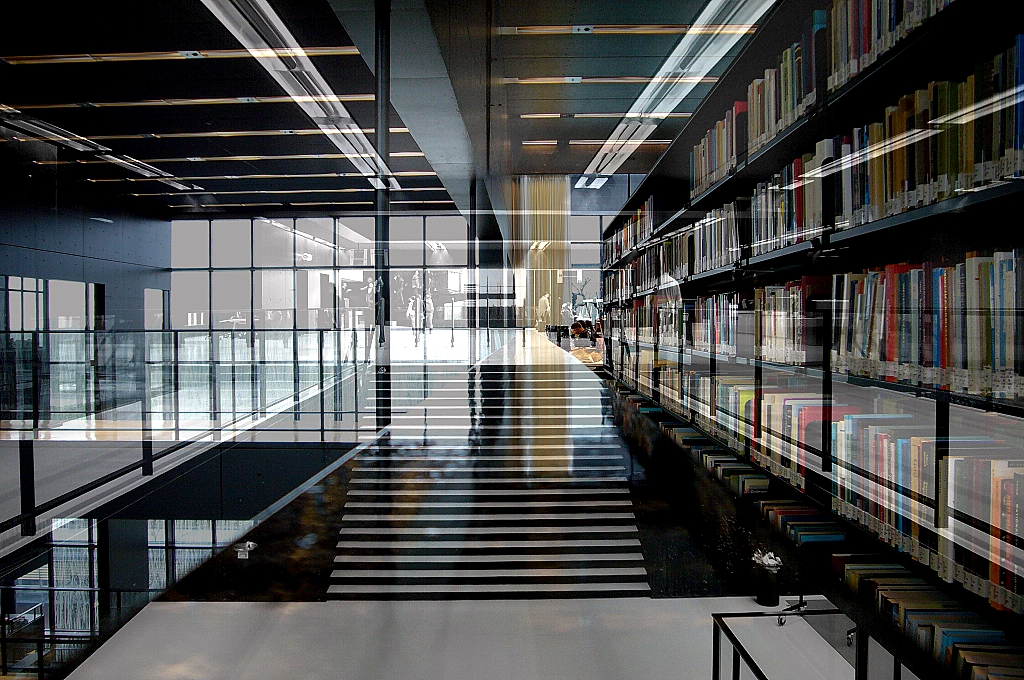
Universitätsbibliothek Utrecht

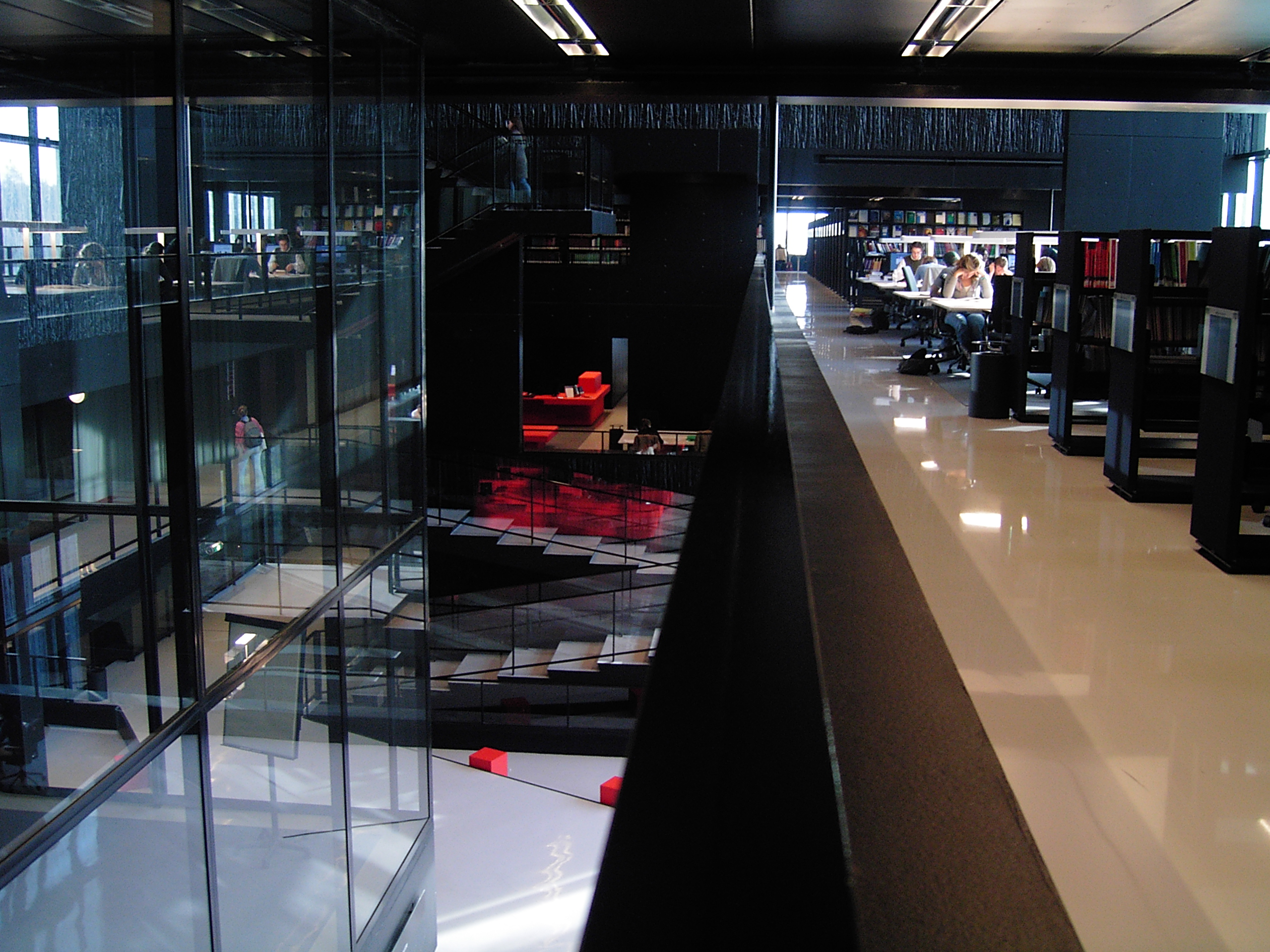
Universitätsbibliothek Utrecht, Lesesaal

Zu den Sammlungen der Bibliothek gehört auch der Utrechter Psalter, welcher 2015 von der UNESCO zum Weltdokumentenerbe erklärt wurde.

### Allgemeine Sammlungen
- General reference works, general bibliographies, source collections
- General works in various disciplines
- Governance information
- Geschichte der Wissenschaft
- Geschichte der Universität
- Magazine und Zeitschriften
- Library Science and Information Science
- Skepsis Stiftung (SKEPS)
- Utrechtiana (Literatur über Stadt und Provinz Utrecht)

### Besondere Sammlungen
- Kartensaal
- Literaturwissenschaftliche Fachbibliothek (Letterenbibliotheek)
- Rechtswissenschaftlich/Juristische Fachbibliothek
- Universitätsmuseum

## Sektoren und Abteilungen
- 1. Sektor Öffentliche Dienstleistungen PD (Sector Publieksdiensten) mit folgenden Abteilungen:
  - Informationsmitteilung und Marketing (I&M)
  - Zentraler Öffentlicher Dienst (CPD)
  - Lokaler Öffentlicher Dienst (PDL)
  - Zentrum für Öffentlichen Dienst (PDB)
- 2. Sektor Unterstützende Bibliotheksdienstleistungen OBD (Sector Ondersteunende Bibliotheekdiensten) mit folgenden Abteilungen:
  - Sammelmanagement (CB)
  - Dokumentverwaltung (DV)
- 3. Igitur-Unit IGI
- 4. Sektor Innovation & Entwicklung I&O (Sector -Innovatie & Ontwikkeling) mit folgenden Abteilungen:
  - ICT Entwicklung
- 5. Sektor Hausverwaltung FZ (Sector Facilitaire Zaken) mit folgenden Abteilungen:
  - Gebäudemanagement (GB)
  - Informations- und Kommunikationstechnologie (ICT)
  - Managementunterstützung (MO)
- 6. Sektor Personal und Organisation P&O (Personeel en Organisatie)